# Heteroclitopus herteli
Heteroclitopus herteli là một loài bọ cánh cứng trong họ Bọ hung (Scarabaeidae).